# Tipula apterogyne
Tipula apterogyne är en tvåvingeart som beskrevs av Philippi 1866. Tipula apterogyne ingår i släktet Tipula och familjen storharkrankar. Inga underarter finns listade i Catalogue of Life.